# 王庄镇 (翼城县)
王庄镇，原为王庄乡，是中华人民共和国山西省临汾市翼城县下辖的一个乡镇级行政单位。2021年5月，撤销王庄乡，设立王庄镇。将隆化镇的史伯村委会划归王庄镇管辖，将王庄镇的上石、北冶2个村委会划归唐兴镇管辖。

## 行政区划
王庄镇下辖以下地区：
铁源社区、王庄村、范村、龙女村、北丁村、上石村、冶中村、北冶村、新村、青树洼村、山底村、弃里村、辛安村、辛史村、孝义村、古署村、庙洼村、董家洼村、朱村、续家庄村、鄢里村、王虎村、石谭村、郑庄村、岳庄村、曹家坡村和东庄村。
2021年5月调整后，王庄镇辖弃里、辛史、鄢里、董家洼、范村、河上、丹朱、龙女、王庄、郑庄、东庄、辛安、古署、孝义、新村、岳庄、北丁、史伯18个村委会。